# Едмон Ган
Едмон Ган (фр. Edmond Haan, 25 травня 1924, Шорндорф — 15 серпня 2018, Страсбург) — французький футболіст, що грав на позиції нападника, зокрема за клуб «Страсбур» та національну збірну Франції.

## Клубна кар'єра
У дорослому футболі дебютував у повоєнній Франції 1945 року виступами за команду «П'єррот» (Страсбург), в якій провів два сезони. 
Протягом 1947–1949 років грав за «Страсбур», після чого протягом сезону 1949/50 був гравцем «Нім-Олімпіка», у складі якого із 27 голами став найкращим бомбардиром Дивізіону 2.
У цьому статусі 1950 року повернувся до «Страсбура», за який відіграв решту 11 сезонів своєї кар'єри. Більшість часу, проведеного у складі «Страсбура», був основним гравцем атакувальної ланки команди. 1951 року виборов титул володаря Кубка Франції. Завершив професійну кар'єру футболіста у 1961 році.

## Виступи за збірну
1951 року дебютував в офіційних матчах у складі національної збірної Франції. Загалом протягом трирічної кар'єри в національній команді провів у її формі 4 матчі.
Помер 15 серпня 2018 року на 95-му році життя у місті Страсбурзі.
| Дата       | Місто   | Господарі         | Результат | Гості     | Турнір           | Голи | Примітки |
| ---------- | ------- | ----------------- | --------- | --------- | ---------------- | ---- | -------- |
| 12-5-1951  | Белфаст | Північна Ірландія | 2 – 2     | Франція   | товариський матч | -    |          |
| 16-5-1951  | Глазго  | Шотландія         | 1 – 0     | Франція   | товариський матч | -    |          |
| 3-6-1951   | Генуя   | Італія            | 4 – 1     | Франція   | товариський матч | -    |          |
| 11-11-1953 | Коломб  | Франція           | 2 – 4     | Швейцарія | товариський матч | -    |          |
| Усього     |         | Матчів            | 4         |           | Голів            | 0    |          |

## Титули і досягнення

### Командні
- Володар Кубка Франції (1):

«Страсбур»: 1950-1951

### Особисті
- Найкращий бомбардир Дивізіону 2: (1):

1949-1950 (27 голів)